# Alfredo Guzzoni
Pour les articles homonymes, voir Guzzoni.
Alfredo Guzzoni (12 avril 1877 à Mantoue – 15 avril 1965) à Rome est un général italien de la Seconde Guerre mondiale.

## Biographie
Guzzoni est né à Mantoue en Lombardie. Il rejoignit la Regio Esercito, l'armée royale italienne et combattit durant la Première Guerre mondiale. Après la seconde guerre italo-éthiopienne, il fut nommé gouverneur de l'Érythrée, poste qu'il occupa de 1936 à 1937. En 1939, Guzzoni joua un rôle important dans l'invasion italienne de l'Albanie et sera le commandant en chef de la région en 1940.
En juin 1940, après que l'Italie fut entrée en guerre aux côtés de l'Allemagne, Guzzoni commanda la 4e armée italienne lors de l'attaque italienne de France dans les Alpes. Le 29 novembre 1940, il succède à  Ubaldo Soddu comme sous-secrétaire de la Guerre et commandant adjoint de l'état-major général.
En 1943, Guzzoni était le commandant en chef de la 6e armée en Sicile et le commandant des forces de l'Axe lors du débarquement allié sur l'île.
Guzzoni termina la guerre comme commandant du Groupe d'armées Ligurie de l'armée nationale républicaine (Esercito Nazionale Repubblicano ou ENR), l'armée germano-italienne de la  république de Salo. La formation de l'ENR débuta en 1943 après l'armistice entre l'Italie et les forces alliées et ce jusqu'à ce que Benito Mussolini soit secouru par les Allemands. Elle fut démantelée en 1945. Le groupe d'armées Ligurie comprenait plusieurs unités allemandes et ces unités italiennes furent parfois transférées au sein de formations allemandes.
Guzzoni meurt à Rome en 1965.

## Distinctions
- Commandeur de l'ordre des Saints-Maurice-et-Lazare
- Commandeur de l'ordre de la Couronne d'Italie
- Commandeur de l'ordre militaire de Savoie - 16 janvier 1941[1]
- Médaille d'argent de la valeur militaire
- Croix de guerre de la valeur militaire
- Croix du Mérite de guerre (2 fois)
- Officier de l'ordre colonial de l'Étoile d'Italie - décret royal du 27 décembre 1934[2]
- Croix d'or pour ancienneté de service (40 ans)
- Médaille commémorative de la guerre italo-turque 1911-1912
- Médaille commémorative de la guerre italo-autrichienne 1915-1918 (4 années de campagne)
- Médaille commémorative de l'Unité italienne
- Médaille italienne de la Victoire interalliée
- Insigne d'honneur pour les blessés de guerre

## Source
- (en) Cet article est partiellement ou en totalité issu de l’article de Wikipédia en anglais intitulé « Alfredo Guzzoni » (voir la liste des auteurs).